# Werner Beile
Werner Beile (* 5. März 1941; † 12. März 2023) war ein deutscher Anglist, Sprachwissenschaftler und Fremdsprachendidaktiker.

## Werdegang
Nach seinem Studium an den Universitäten Freiburg, Bonn, Edinburgh und Bochum sowie Stationen als Fremdsprachenassistent in Manchester und wissenschaftlicher Mitarbeiter an der Universität York wurde Werner Beile zunächst Lektor (1970) und später Akademischer Rat am Englischen Seminar der Ruhr-Universität Bochum. 1978 wurde er dort mit einer Arbeit über die Typologie von Übungen im Sprachlabor promoviert. Im Wintersemester 1979/1980 vertrat er eine Professur an der Universität Osnabrück. 1984 erfolgte der Ruf auf die Professur für Anglistik/Angewandte Linguistik an die Bergische Universität Wuppertal, wo er bis zu seiner Pensionierung 2004 forschte und lehrte. Neben seinen wissenschaftlichen Publikationen war er besonders in den 1980er und 1990er Jahren als Verfasser und Mitherausgeber von Englischlehrwerken für Schulen, z. B. Learning English im Ernst Klett Verlag, tätig. Darüber hinaus publizierte er Unterrichtsmaterialien für Deutsch als Fremdsprache, hier vor allem mit dem Schwerpunkt Hörverstehen.

## Publikationen (Auswahl)
- Typologie von Übungen im Sprachlabor. Zur Entmythologisierung eines umstrittenen Sachfelds. Frankfurt am Main u. a.: Diesterweg 1979.
- Authentizität als fremdsprachendidaktischer Begriff. Zum Problemfeld von Texten gesprochener Sprache. In: Ehnert, Rolf / Piepho, Hans Eberhard (Hrsg.): Fremdsprachen lernen mit Medien. Festschrift für Helm von Faber zum 70. Geburtstag. München: Hueber, 1986, S. 145–162.
- Übungen und Üben im fremdsprachlichen Lernprozeß. In: Der Fremdsprachliche Unterricht 92, 1988, S. 4–7.
- Alltag in Deutschland. (zus. mit Alice Beile-Bowes). Bonn: Inter Nationes 1992.
- Lehren und Lernen im interkulturellen Kontext – einige kritische Anmerkungen. In: Merten, Stephan (Hrsg.): Von lernenden Menschen. Erst- und Zweitspracherwerbsprozesse. Festschrift für Bernhard Weisgerber zum 65. Geburtstag. Rheinbreitbach: Dürr & Kessler, 1994, S. 207–216.
- Kreatives Schreiben in der Fremdsprache. In: Der Fremdsprachliche Unterricht Englisch, 3/1996, S. 4–11.
- Nachdenken über Übungsformen im Fremdsprachenunterricht. In: Jung, Udo O. H. (Hrsg.): Praktische Handreichung für Fremdsprachenlehrer. 3. durchges. Aufl., Frankfurt/M. u. a.: Peter Lang, 2001, S. 328–333.